# Camon (Somme)
Camon is een gemeente in het Franse departement Somme (regio Hauts-de-France) en telt 4.436 inwoners (2019). De plaats maakt deel uit van het arrondissement Amiens.

## Geografie
De oppervlakte van Camon bedraagt 12,9 km², de bevolkingsdichtheid is 344 inwoners per km².
De onderstaande kaart toont de ligging van Camon (Somme) met de belangrijkste infrastructuur en aangrenzende gemeenten.

## Demografie
Onderstaande figuur toont het verloop van het inwonertal (bron: INSEE-tellingen).